# Malé Dvorníky
Malé Dvorníky (Hongaars: Kisudvarnok) is een Slowaakse gemeente in de regio Trnava, en maakt deel uit van het district Dunajská Streda.
Malé Dvorníky telt 1.056 inwoners.